# Ли Хисоль
Ли Хисоль (род. 27 августа 1989, Ульсан, Республика Корея) — южнокорейская тяжелоатлетка, выступающая в весовой категории свыше 87 кг. Бронзовая призёрка летней Универсиады 2013, участница Летних Олимпийских игр в Рио-де-Жанейро.

## Биография
Изначально занималась легкой атлетикой, специализировалась в толкании ядра. Начала заниматься тяжёлой атлетикой в восьмом классе средней школы в Ульсане (Республика Корея).
В 2009 году Ли Хисоль выиграла молодежный чемпионат мира по тяжёлой атлетике.
В 2013 году на летней Универсиаде в Казани завоевала бронзу с результатом 268 кг.

## Спортивные результаты
| Год  | Соревнование            | Место проведения | Весовая категория | Рывок  | Толчок | Сумма двоеборья | Место |
| 2007 | Чемпионат мира          | Чиангмай         | свыше 75 кг       | 93 кг  | —      | —               | DNF   |
| 2009 | Чемпионат мира          | Коян             | свыше 75 кг       | 110 кг | 140 кг | 250 кг          | 6     |
| 2013 | Универсиада             | Казань           | свыше 75 кг       | 120 кг | 148 кг | 268 кг          | 3     |
| 2014 | Азиатские игры          | Инчхон           | свыше 75 кг       | 124 кг | 155 кг | 279 кг          | 6     |
| 2015 | Чемпионат мира          | Хьюстон          | свыше 75 кг       | 115 кг | 145 кг | 260 кг          | 15    |
| 2016 | Летние Олимпийские игры | Рио-де-Жанейро   | свыше 75 кг       | 122 кг | 153 кг | 275 кг          | 5     |
| 2018 | Азиатские игры          | Джакарта         | свыше 75 кг       | 122 кг | 157 кг | 279 кг          | 4     |
| 2018 | Чемпионат мира          | Ашхабад          | свыше 87 кг       | 120 кг | 152 кг | 272 кг          | 7     |
| 2019 | Чемпионат Азии          | Нинбо            | свыше 87 кг       | 121 кг | 150 кг | 271 кг          | 5     |